# 小坂機融
小坂 機融（こさか きゆう、1932年 - 2019年12月31日）は、日本の仏教学者。駒澤大学名誉教授。泉岳寺四十三世住職、泉岳寺四十三世要道機融大和尚、大本山永平寺東京別院堂長。

## 来歴
東京都生まれ。1957年駒澤大学仏教学部禅学科卒業。1960年同大学院人文科学研究科仏教学専攻修了。文学修士。
駒澤大学仏教学部助教授を経て教授。定年退職、名誉教授

。
泉岳寺住職、大本山永平寺東京別院堂長、公益財団法人国際仏教興隆協会参与。
著書に『訳註禅苑清規』（共著　曹洞宗宗務庁）、『麻布長谷寺誌』（監修・執筆　大本山永平寺東京別院）、『永平正法眼蔵蒐書大成』全25巻別冊2巻・続輯全10巻（共編　大修館書店）など。

## 著書
「国立国会図書館サーチ」を参照

### 論文
- CiNii>小坂機融
- INBUDS>小坂機融